# Название Бразилии
Об этимологии названия Бразилия (порт. Brasil) существует ряд гипотез, основные версии происхождения названия приведены ниже.

## Гипотезы о происхождении названия

### Пау-бразил
Согласно одной из гипотез, название Бразилии является сокращением португальского словосочетания Terra do Brasil, означающего «земля цезальпиний». Растущая в Бразилии цезальпиния  ежовая имеет большое количество названий в русскоязычной литературе, на португальском же языке её именовали Pau de Pernambuco или «пау-бразил» (порт. Pau-Brasil), последнее является производным от латинского lignum brasilium (или brisilium), которое означает «красный, как уголёк» (от латинского brasa — «жар», «светящийся уголь», ср. старофранцузское brese, древнефранкское *brasa) .
Согласно этой гипотезе, в начале XVI века португальцы, высадившись в Южной Америке, обнаружили заросли цезальпиний. При этом португальские торговцы, которые занимались поставками красильных деревьев для европейской лёгкой промышленности, в частности, консорциум Фернана де Лоронха, по ошибке сочли, что нашли место, откуда арабские торговцы брали так называемый «бразил» (порт. brasil — древесину, которая попадала в Европу уже с XII века и использовалась для приготовления красок, а также для изготовления мебели и музыкальных инструментов.
В действительности же арабы поставляли в Европу древесину другого растения — саппана (современное научное название — Caesalpinia sappan), распространённого в Ост-Индии (в первую очередь в Малайзии) и родственного виду, открытому в Южной Америке.
Эта теория «растительного» происхождения названия страны является официальной и преподаётся в бразильских и португальских школах.

### Остров Бразил
Согласно другой гипотезе, название страны происходит от названия мифического острова Бразил — остров блаженных в ирландской мифологии, который упоминается с Раннего Средневековья. Варианты написания названия — О’Бразил (O’Breasil) и Хай-Бразил (Hi-Brasil), этимология названия точно не установлена. С XIV века европейские картографы наносили его на карты, первое известное его изображение — на карте Далорто, которую датируют приблизительно 1325 годом. Поскольку точные сведения о местоположении острова отсутствовали, картографы постоянно «двигали» остров — чаще всего он изображался к западу от Ирландии, а иногда — в районе Азорских островов.

### Brasile
Существует также гипотеза о том, что название страны якобы происходит от имени военачальника мавров Балдж ибн Бишр аль-Кушейри (араб. بلج بن بشر القشيري‎, порт. Balge ibne Baxir Alcoxairi), покорившего в VIII веке Андалусию. Его имя произносилось по-разному, в том числе как «Brasile».

## История названия
Территорию Нового Света, которую открыл в 1500 году португальский мореплаватель Педру Кабрал, он назвал «Земля Истинного Креста» (порт. Terra do Vera Cruz), это название использовалось на португальских картах начала XVI века, уступив затем место названию «Земля Святого Креста» (порт. Terra do Santa Cruz), использовались также варианты «Новая Лузитания» (порт. Nova Lusitânia), «Кабралия» (порт. Cabrália), после чего эта местность стала называться Terra do Brasil.

## Этнохороним
Поставки деревьев цезальпинии («пау-бразил») также способствовали формированию этнохоронима «бразильцы» (порт. Brasileiros). В португальском языке суффикс -eiro используется для обозначения профессиональной, а не территориальной принадлежности людей (для последней обычно используется суффикс -ano). В этом случае по правилам португальского языка житель Бразилии должен был называться Brasiliano. Но с начала XVI века, когда португальские торговцы называли brasileiro всех заготовщиков цезальпиний, это название постепенно распространилось на всех жителей страны.